# Küçük Melen
Pour les articles homonymes, voir Küçük et Melen (homonymie).
La rivière Küçük Melen (en turc : Petit Melen) dans la province de Düzce en Turquie, est coupée par le barrage de Hasanlar. Elle a son embouchure dans le lac Efteni (lac Melen ou lac de Düzce) au sud-ouest de Düzce. Ce lac voit confluer trois rivières : Küçük Melen, Aksu et Uğur. L'émissaire du lac s'appelle Büyük Melen (en turc : Grand Melen) et se jette dans la mer Noire.